# Русинов, Владимир Петрович
Владимир Петрович Русинов (род. 1947) — советский российский педагог, преподаватель высшей школы, спортсмен и тренер по лыжному двоеборью, рационализатор. Мастер спорта СССР. Заслуженный тренер России, кандидат педагогических наук. Доцент, проректор по учебной работе Чайковского государственного института физической культуры.

## Образование
выпускник Пермского политехнического института (1976).

## Наука
Опубликовал более 30 научных работ.

## Рацпредложения
Имеет 5 рационализаторских предложений по тренажерам для совершенствования техники прыжков на лыжах с трамплина и контроля биомеханических параметров.

## Спорт
Бронзовый призер чемпионата СССР (1970, 1973). Призер (1970) и чемпион (1972) Всемирной Универсиады. Победитель Спартакиады народов СССР (1974) в командных соревнованиях, серебряный призер Спартакиады народов СССР (1974).

## Тренерская деятельность
Подготовил серебряного призера чемпионата мира среди юниоров А.Симанова, бронзового призера чемпионата мира С.Бондаря; 17 мастеров спорта, среди которых победители первенства СССР среди юниоров В.Поляков, Ильдар Гарифуллин, М.Алякин, М.Сорокин, В.Юропов.

## Награды
Отличник физической культуры. Награждён почетным знаком «За заслуги в развитии физической культуры» (1996).

## Копипаста
Будущего мастера спорта Владимира Русинова приметил на лыжных соревнованиях тренер клуба "летающий лыжник" В. А. Кузнецов. Он помог ему освоить азы прыжков с трамплина. Начались первые старты, пришли первые успехи. Через год-два В. Русинов уже в сборной команде области, а еще через год, уже в составе сборной команды страны, занимает призовое место в соревнованиях за рубежом. Бегал на лыжах он очень технично и быстро, но вскоре стал отдавать предпочтение трамплину.
Заключительный учебно-тренировочный сбор советских прыгунов и двоеборцев перед Олимпиадой в Саппоро проходил в Южно-Сахалинске. В конце сбора состоялись отборочные соревнования, где выступали наши земляки А. Носов и В. Русинов. Александр выдержал испытание и попал в состав олимпийской команды. Владимир дважды упал на трамплине и даже попал в больницу, но сумел достаточно быстро залечить и обиды, и травмы. А через месяц, в феврале этого же года, он включен в состав сборной студентов страны для участия на Всемирной универсиаде студентов в Лейк-Плэсиде (США). И там Владимир уверенно победил в лыжном двоеборье, вчистую выиграл соревнования у прыгунов и стал дважды чемпионом универсиады.

Выступая в составе сборной команды области на V зимней Спартакиаде РСФСР и III зимней Спартакиаде СССР в 1974 г., В. Русинов занял 3-е и 4-е места в Красноярске и Бакуриани. После переезда А. А. Носова, старшего тренера пермской команды, в Москву, Владимир Петрович перешел на тренерскую работу и возглавлял как старший тренер сборную команду области, а затем был назначен и старшим тренером сборной молодежной команды Союза и впоследствии стал заслуженным тренером СССР.— http://tramplin.perm.ru/perm_reg_hisrory/rus/comb.htm